# Super Smash 2020/21
Der Super Smash 2020/21 war die 15. Saison der auch als HRV Cup bezeichneten neuseeländischen Twenty20-Cricket-Meisterschaft und wurde vom 24. Dezember 2020 bis zum 13. Februar 2021 ausgetragen. Dabei nahmen die traditionellen First-Class-Teams, die neuseeländische Distrikte repräsentieren, an dem Turnier teil. Im Finale konnten sich die Wellington Firebirds gegen die Canterbury Stags mit 5 Wickets durchsetzen.

## Mannschaften
Am Wettbewerb nahmen die Mannschaften der sechs neuseeländischen nationalen First-Class Teams teil:
| Franchise            | Region                                                                                | Heimstadion     |
| -------------------- | ------------------------------------------------------------------------------------- | --------------- |
| Auckland Aces        | Auckland                                                                              | Eden Park       |
| Canterbury Kings     | Canterbury                                                                            | Hagley Oval     |
| Central Stags        | südliche Distrikte der Nordinsel ohne Wellington und nördliche Distrikte der Südinsel | McLean Park     |
| Northern Knights     | nördliche Distrikte der Nordinsel ohne Auckland                                       | Seddon Park     |
| Otago Volts          | südliche Distrikte der Südinsel                                                       | University Oval |
| Wellington Firebirds | Wellington                                                                            | Basin Reserve   |

## Gruppenphase
Stand: Saisonende
Tabelle
| Teams                | Sp. | S | N | NR | P  | RR     |
| -------------------- | --- | - | - | -- | -- | ------ |
| Wellington Firebirds | 10  | 9 | 1 | 0  | 36 | +1.516 |
| Central Stags        | 10  | 6 | 4 | 0  | 24 | +0.587 |
| Canterbury Kings     | 10  | 6 | 4 | 0  | 24 | +0.079 |
| Northern Knights     | 10  | 5 | 5 | 0  | 20 | −0.435 |
| Auckland Aces        | 10  | 2 | 8 | 0  | 8  | −0.376 |
| Otago Volts          | 10  | 2 | 8 | 0  | 8  | −1.449 |

| Qualifikation direkt für das Finale |
| Qualifikation für das Halbfinale    |
| ----------------------------------- |

Spiele
| 24. Dezember Scorecard | Wellington | Auckland Aces 176-3 (20)                   | – | Wellington Firebirds 178-6 (19.1) |
|                        |            | Wellington Firebirds gewinnt mit 4 Wickets |   |                                   |

| 27. Dezember Scorecard | Napier | Wellington Firebirds 175-7 (20)          | – | Central Stags 136-9 (20) |
|                        |        | Wellington Firebirds gewinnt mit 39 Runs |   |                          |

| 28. Dezember Scorecard | Alexandra | Otago Volts 219-7 (20)          | – | Auckland Aces 174 (19.5) |
|                        |           | Otago Volts gewinnt mit 45 Runs |   |                          |

| 29. Dezember Scorecard | Alexandra | Canterbury Kings 185-4 (20)          | – | Otago Volts 124 (18.4) |
|                        |           | Canterbury Kings gewinnt mit 61 Runs |   |                        |

| 30. Dezember Scorecard | New Plymouth | Central Stags 223-6 (20)          | – | Northern Kings 178-9 (20) |
|                        |              | Central Stags gewinnt mit 45 Runs |   |                           |

| 31. Dezember Scorecard | New Plymouth | Central Stags 226-8 (20)          | – | Auckland Aces 156 (18.4) |
|                        |              | Central Stags gewinnt mit 70 Runs |   |                          |

| 1. Januar Scorecard | Mount Maunganui | Northern Knights 148-6 (20)                | – | Wellington Firebirds 152-1 (16) |
|                     |                 | Wellington Firebirds gewinnt mit 9 Wickets |   |                                 |

| 2. Januar Scorecard | Mount Maunganui | Northern Knights 153-7 (20)       | – | Otago Volts 156-8 (19.4) |
|                     |                 | Otago Volts gewinnt mit 2 Wickets |   |                          |

| 3. Januar Scorecard | Auckland | Auckland Aces 52-4 (5/5)                | – | Canterbury Kings 55-0 (4.3/5) |
|                     |          | Canterbury Kings gewinnt mit 10 Wickets |   |                               |

| 4. Januar Scorecard | Hamilton | Central Stags 117-9 (20)               | – | Northern Knights 122-4 (17.4) |
|                     |          | Northern Knights gewinnt mit 6 Wickets |   |                               |

| 8. Januar Scorecard | Dunedin | Central Stags 223-5 (20)          | – | Otago Volts 170-8 (20) |
|                     |         | Central Stags gewinnt mit 53 Runs |   |                        |

| 9. Januar Scorecard | Wellington | Wellington Firebirds 185-7 (20)          | – | Northern Knights 105 (15.2) |
|                     |            | Wellington Firebirds gewinnt mit 80 Runs |   |                             |

| 10. Januar Scorecard | Christchurch | Central Stags 186-5 (20)          | – | Canterbury Kings 168-6 (20) |
|                      |              | Central Stags gewinnt mit 18 Runs |   |                             |

| 11. Januar Scorecard | Christchurch | Canterbury Kings 154-6 (20)         | – | Auckland Aces 148-5 (20) |
|                      |              | Canterbury Kings gewinnt mit 6 Runs |   |                          |

| 14. Januar Scorecard | Dunedin | Otago Volts 167-5 (20)                     | – | Wellington Firebirds 168-5 (16.3) |
|                      |         | Wellington Firebirds gewinnt mit 5 Wickets |   |                                   |

| 15. Januar Scorecard | Christchurch | Northern Knights 150-7 (20)            | – | Canterbury Kings 152-4 (18.5) |
|                      |              | Canterbury Kings gewinnt mit 6 Wickets |   |                               |

| 16. Januar Scorecard | Christchurch | Wellington Firebirds 154-7 (20)        | – | Canterbury Kings 155-6 (19.4) |
|                      |              | Canterbury Kings gewinnt mit 4 Wickets |   |                               |

| 17. Januar Scorecard | Auckland | Auckland Aces 140-6 (14/14)                         | – | Northern Knights 109-5 (9.5/10) |
|                      |          | Northern Knights gewinnt mit 5 Wickets (D/L method) |   |                                 |

| 18. Januar Scorecard | New Plymouth | Otago Volts 145-9 (17/17)                        | – | Central Stags 158-5 (15.4/17) |
|                      |              | Central Stags gewinnt mit 5 Wickets (D/L method) |   |                               |

| 21. Januar Scorecard | Hamilton | Canterbury Kings 118 (19.1)                         | – | Northern Knights 93-2 (10.2/14) |
|                      |          | Northern Knights gewinnt mit 8 Wickets (D/L method) |   |                                 |

| 23. Januar Scorecard | Auckland | Auckland Aces 199-6 (20)          | – | Central Stags 182-7 (20) |
|                      |          | Auckland Aces gewinnt mit 17 Runs |   |                          |

| 24. Januar Scorecard | Wellington | Otago Volts 137-9 (20)                     | – | Wellington Firebirds 140-6 (18) |
|                      |            | Wellington Firebirds gewinnt mit 4 Wickets |   |                                 |

| 25. Januar Scorecard | Wellington | Wellington Firebirds 153-7 (20)            | – | Canterbury Kings 154-3 (19.4) |
|                      |            | Wellington Firebirds gewinnt mit 7 Wickets |   |                               |

| 29. Januar Scorecard | Hamilton | Auckland Aces 162-4 (20)               | – | Northern Knights 166-7 (20) |
|                      |          | Northern Knights gewinnt mit 3 Wickets |   |                             |

| 30. Januar Scorecard | Christchurch | Otago Volts 162-5 (20)                 | – | Canterbury Kings 163-4 (19) |
|                      |              | Canterbury Kings gewinnt mit 6 Wickets |   |                             |

| 31. Januar Scorecard | Wellington | Central Stags 164-7 (20)                   | – | Wellington Firebirds 170-2 (16.2) |
|                      |            | Wellington Firebirds gewinnt mit 8 Wickets |   |                                   |

| 1. Februar Scorecard | Auckland | Auckland Aces 183-7 (20)           | – | Otago Volts 80 (12.3) |
|                      |          | Auckland Aces gewinnt mit 103 Runs |   |                       |

| 5. Februar Scorecard | Napier | Central Stags 183-6 (20)          | – | Canterbury Kings 153-7 (20) |
|                      |        | Central Stags gewinnt mit 30 Runs |   |                             |

| 6. Februar Scorecard | Dunedin | Northern Knights 191-6 (20)          | – | Otago Volts 155 (18.5) |
|                      |         | Northern Knights gewinnt mit 36 Runs |   |                        |

| 7. Februar Scorecard | Auckland | Wellington Firebirds 230-2 (20)          | – | Auckland Aces 191 (20) |
|                      |          | Wellington Firebirds gewinnt mit 39 Runs |   |                        |

## Playoffs

### Halbfinale
| 11. Februar Scorecard | Auckland | Central Stags 180-7 (20)               | – | Canterbury Kings 181-6 (19.5) |
|                       |          | Canterbury Kings gewinnt mit 4 Wickets |   |                               |

### Finale
| 14. Februar Scorecard | Wellington | Canterbury Kings 175-8 (20)                | – | Wellington Firebirds 178-5 (19.4) |
|                       |            | Wellington Firebirds gewinnt mit 5 Wickets |   |                                   |